# Аквитанска Галија
Аквитанска Галија (лат. Gallia Aquitania) је била римска провинција која се налазила на подручју данашње југозападне Француске. Главни град је у почетку био Медиоланум Сантонум данашњи Sаинтес (Saintes), а касније Бурдигала (Burdigala) данашњи Бордо.
Провинција је основана 27. године п. н. е. и постојала је до 5. века. Име је добила по Аквитанцима келтском племену које је живело на обалама Атлантика између Пиринеја и реке Лоаре.